# V8 Supercar 2008
V8 Supercar-säsongen 2008 körs över 14 omgångar.

## Deltävlingar och segrare (singelförarrace)
| Datum       | Bana             | Vinnare 1         | Märke  | Vinnare 2         | Märke  | Vinnare 3         | Märke      |
| ----------- | ---------------- | ----------------- | ------ | ----------------- | ------ | ----------------- | ---------- |
| 24 februari | Adelaide         | Jamie Whincup     | Ford   | Jamie Whincup     | Ford   | Inget race        | Inget race |
| 9 mars      | Eastern Creek    | Garth Tander      | Holden | Will Davison      | Ford   | Mark Winterbottom | Ford       |
| 20 april    | Hamilton         | Garth Tander      | Holden | Garth Tander      | Holden | Garth Tander      | Holden     |
| 11 maj      | Barbagallo       | Mark Winterbottom | Ford   | Mark Winterbottom | Ford   | Mark Winterbottom | Ford       |
| 9 juni      | Sandown          | Jamie Whincup     | Ford   | Craig Lowndes     | Ford   | Jamie Whincup     | Ford       |
| 6 juli      | Hidden Valley    | Mark Winterbottom | Ford   | Garth Tander      | Holden | Steven Richards   | Ford       |
| 20 juli     | Ipswich          | James Courtney    | Ford   | Mark Winterbottom | Ford   | Mark Winterbottom | Ford       |
| 3 augusti   | Winton           | Jamie Whincup     | Ford   | Will Davison      | Ford   | Garth Tander      | Holden     |
| 26 oktober  | Surfers Paradise | Jamie Whincup     | Ford   | Jamie Whincup     | Ford   | Jamie Whincup     | Ford       |
| 8 november  | Sakhir           | Jamie Whincup     | Ford   | Jamie Whincup     | Ford   | Jamie Whincup     | Ford       |
| 23 november | Symmons Plains   | Todd Kelly        | Holden | Jamie Whincup     | Ford   | Jamie Whincup     | Ford       |
| 7 december  | Oran Park        | Jamie Whincup     | Ford   | Garth Tander      | Holden | Rick Kelly        | Holden     |

### Omgångssegrare
| Bana             | Vinnare                     | Märke  | Tvåa                        | Märke  | Trea                         | Märke  |
| ---------------- | --------------------------- | ------ | --------------------------- | ------ | ---------------------------- | ------ |
| Adelaide         | Jamie Whincup               | Ford   | Lee Holdsworth              | Holden | Cameron McConville           | Holden |
| Eastern Creek    | Will Davison                | Ford   | Mark Winterbottom           | Ford   | Garth Tander                 | Holden |
| Hamilton         | Garth Tander                | Holden | Steven Richards             | Ford   | James Courtney               | Ford   |
| Barbagallo       | Mark Winterbottom           | Ford   | Garth Tander                | Holden | Jamie Whincup                | Ford   |
| Sandown          | Jamie Whincup               | Ford   | Mark Winterbottom           | Ford   | James Courtney               | Ford   |
| Hidden Valley    | Steven Richards             | Ford   | Mark Winterbottom           | Ford   | Garth Tander                 | Holden |
| Ipswich          | Mark Winterbottom           | Ford   | Russell Ingall              | Holden | James Courtney               | Ford   |
| Winton           | Garth Tander                | Holden | Jamie Whincup               | Ford   | Will Davison                 | Ford   |
| Phillip Island   | Garth Tander Mark Skaife    | Holden | Jamie Whincup Craig Lowndes | Ford   | Will Davison Steven Johnson  | Ford   |
| Bathurst 1000    | Jamie Whincup Craig Lowndes | Ford   | Greg Murphy Jason Richards  | Ford   | James Courtney David Besnard | Ford   |
| Surfers Paradise | Jamie Whincup               | Ford   | Garth Tander                | Holden | Mark Winterbottom            | Ford   |
| Sakhir           | Jamie Whincup               | Ford   | Craig Lowndes               | Ford   | Russell Ingall               | Holden |
| Symmons Plains   | Jamie Whincup               | Ford   | Todd Kelly                  | Holden | Craig Lowndes                | Ford   |
| Oran Park        | Garth Tander                | Holden | Craig Lowndes               | Ford   | Rick Kelly                   | Holden |

## Slutställning
| Plats | Förare            | Märke  | Poäng |
| ----- | ----------------- | ------ | ----- |
| 1     | Jamie Whincup     | Ford   | 3332  |
| 2     | Mark Winterbottom | Ford   | 3079  |
| 3     | Garth Tander      | Holden | 3048  |
| 4     | Craig Lowndes     | Ford   | 2871  |
| 5     | Will Davison      | Ford   | 2495  |
| 6     | James Courtney    | Ford   | 2446  |
| 7     | Rick Kelly        | Holden | 2430  |
| 8     | Steven Richards   | Ford   | 2416  |
| 9     | Russell Ingall    | Holden | 2236  |
| 10    | Steven Johnson    | Ford   | 2163  |